# Llista de monuments del Priorat
Llista de monuments del Priorat inclosos en l'Inventari del Patrimoni Arquitectònic Català per la comarca del Priorat. Inclou els inscrits en el Registre de Béns Culturals d'Interès Nacional (BCIN) amb la classificació de monuments històrics, els Béns Culturals d'Interès Local (BCIL) de caràcter immoble i la resta de béns arquitectònics integrants del patrimoni cultural català.

## Bellmunt del Priorat
| Monument                                                                       | Protecció | Estil/època                        | Localització                                                                                         | Coordenades                                        | Codi?     | Imatge |
| ------------------------------------------------------------------------------ | --------- | ---------------------------------- | --- | -------------------------------------------------- | --------- | --- |
| Cal Sas I                                                                      | BCIL 1982 | Obra popular XIX (1846)            | Bellmunt del Priorat Pl. Major, 3                                                                    | 41° 09′ 55″ N, 0° 46′ 00″ E / 41.16537°N,0.76675°E | IPA-11093 | Carregueu una nova foto d'aquest monument                                                                            |
| Cal Sas II                                                                     | BCIL 1982 | Obra popular XIX (1863)            | Bellmunt del Priorat C. Major, 4                                                                     | 41° 09′ 54″ N, 0° 46′ 00″ E / 41.1651°N,0.76678°E  | IPA-11094 | Carregueu una nova foto d'aquest monument                                                                            |
| Església de Santa Llúcia                                                       | BCIL 1982 | Neoclassicisme XIX (1818)          | Bellmunt del Priorat C. Major, 42                                                                    | 41° 09′ 51″ N, 0° 45′ 58″ E / 41.16404°N,0.76613°E | IPA-11095 | Carregueu una nova foto d'aquest monument                                                                            |
| Casa Gran                                                                      |           | Obra popular XIII                  | Bellmunt del Priorat Vora el riu Siurana accés pel camí del Molar                                    | 41° 09′ 44″ N, 0° 44′ 19″ E / 41.16231°N,0.73859°E | IPA-11096 | Carregueu una nova foto d'aquest monument                                                                            |
| El Casal                                                                       |           | Obra popular, neoclassicisme XIX   | Bellmunt del Priorat C. Major, 18                                                                    | 41° 09′ 53″ N, 0° 46′ 00″ E / 41.16465°N,0.76673°E | IPA-11097 | Carregueu una nova foto d'aquest monument                                                                            |
| Colònia Minera de Bellmunt, o les Cases de la Mina                             | BCIL 1982 | Obra popular XX                    | Bellmunt del Priorat Pg. del Priorat, pg. de les Flors, c. del Sol, Racó del Sarraí i c. Cases Noves | 41° 09′ 49″ N, 0° 45′ 48″ E / 41.16361°N,0.7634°E  | IPA-11098 | Carregueu una nova foto d'aquest monument                                                                            |
| El Xalet de les Mines de Plom, edifici de l'administrador de Mines del Priorat | BCIL 1982 | Modernisme XX                      | Bellmunt del Priorat A 400 m del poble vora la ctra. al Molar                                        | 41° 09′ 45″ N, 0° 45′ 43″ E / 41.16251°N,0.76199°E | IPA-11099 | Carregueu una nova foto d'aquest monument                                                                            |
| Antic economat de la Mina                                                      | BCIL 2015 | Obra popular XX                    | Bellmunt del Priorat C. del Clos, 10                                                                 | 41° 09′ 50″ N, 0° 45′ 57″ E / 41.16399°N,0.7657°E  | IPA-11100 | Carregueu una nova foto d'aquest monument                                                                            |
| Mines de Plom, Mines de Bellmunt del Priorat, Mina Eugènia                     | BCIL 2002 | Obra popular XIX-XX                | Bellmunt del Priorat Ctra. de la Mina                                                                | 41° 09′ 42″ N, 0° 45′ 47″ E / 41.1618°N,0.76302°E  | IPA-11101 | Mines de Plom (Bellmunt del Priorat) · Vegeu més fotos d'aquest monument · Carregueu una nova foto d'aquest monument |
| La Mina Règia                                                                  | BCIL 1982 | Obra popular XX                    | Bellmunt del Priorat                                                                                 | 41° 09′ 48″ N, 0° 45′ 01″ E / 41.16344°N,0.75041°E | IPA-11102 | Carregueu una nova foto d'aquest monument                                                                            |
| La Casa de la Mina                                                             |           | Obra popular, modernisme XX (1905) | Bellmunt del Priorat Pl. de Miquel Muntané                                                           | 41° 09′ 51″ N, 0° 45′ 56″ E / 41.16405°N,0.76554°E | IPA-11103 | Carregueu una nova foto d'aquest monument                                                                            |
| Molí del Mig                                                                   |           | Obra popular XIX-XX                | Bellmunt del Priorat                                                                                 |                                                    | IPA-45127 | Carregueu una nova foto d'aquest monument                                                                            |

## La Bisbal de Montsant
| Monument                      | Protecció | Estil/època             | Localització                                              | Coordenades                                          | Codi?     | Imatge |
| ----------------------------- | --------- | ----------------------- | --------------------------------------------------------- | ---------------------------------------------------- | --------- | --- |
| Església de la Nativitat      | BCIL 1982 | Barroc XVIII            | La Bisbal de Montsant C. Major, 6                         | 41° 16′ 48″ N, 0° 43′ 23″ E / 41.27999°N,0.72295°E   | IPA-11105 | Església de la Nativitat (la Bisbal de Montsant) · Vegeu més fotos d'aquest monument · Carregueu una nova foto d'aquest monument |
| La Font                       |           | Obra popular XIX (1890) | La Bisbal de Montsant A l'entrada del poble               | 41° 16′ 49″ N, 0° 43′ 24″ E / 41.28027°N,0.7234°E    | IPA-11106 | La Font (la Bisbal de Montsant) · Vegeu més fotos d'aquest monument · Carregueu una nova foto d'aquest monument                  |
| Cal Portal                    |           | Obra popular XIX-XX     | La Bisbal de Montsant C. Major, 3                         | 41° 16′ 48″ N, 0° 43′ 23″ E / 41.27995°N,0.72311°E   | IPA-11107 | Cal Portal (la Bisbal de Montsant) · Vegeu més fotos d'aquest monument · Carregueu una nova foto d'aquest monument               |
| Cal Manuel                    |           | Obra popular XVIII      | La Bisbal de Montsant C. Major, 1                         | 41° 16′ 48″ N, 0° 43′ 24″ E / 41.28003°N,0.7232°E    | IPA-11108 | Carregueu una nova foto d'aquest monument                                                                                        |
| Carrer Metge Curcó            |           | Obra popular XVIII      | La Bisbal de Montsant C. Metge Curcó                      | 41° 16′ 50″ N, 0° 43′ 28″ E / 41.28069°N,0.7244°E    | IPA-11109 | Carregueu una nova foto d'aquest monument                                                                                        |
| Carrer Major                  | BCIL 1982 | Obra popular XV, XX     | La Bisbal de Montsant C. Major                            | 41° 16′ 48″ N, 0° 43′ 23″ E / 41.27988°N,0.72293°E   | IPA-11110 | Carrer Major (la Bisbal de Montsant) · Vegeu més fotos d'aquest monument · Carregueu una nova foto d'aquest monument             |
| Pont de la Bisbal de Montsant |           | Obra popular            | La Bisbal de Montsant Ctra. T-713, km 12, al Coll de Grau | 41° 16′ 46″ N, 0° 43′ 29″ E / 41.279527°N,0.724828°E | IPA-36983 | Carregueu una nova foto d'aquest monument                                                                                        |
| Molí de la Granadella         |           | Obra popular XIX-XX     | La Bisbal de Montsant                                     | 41° 16′ 46″ N, 0° 43′ 45″ E / 41.279563°N,0.729092°E | IPA-45272 | Carregueu una nova foto d'aquest monument                                                                                        |
| Molí del Sas                  |           | Obra popular XIX-XX     | La Bisbal de Montsant                                     | 41° 16′ 19″ N, 0° 42′ 42″ E / 41.27207°N,0.71165°E   | IPA-45273 | Carregueu una nova foto d'aquest monument                                                                                        |

## Cabassers
Vegeu la llista de monuments de Cabassers.

## Capçanes
Vegeu la llista de monuments de Capçanes.

## Cornudella de Montsant
Vegeu al llista de monuments de Cornudella de Montsant

## Falset
Vegeu al llista de monuments de Falset

## La Figuera
| Monument                     | Protecció   | Estil/època        | Localització                                          | Coordenades                                          | Codi?         | Imatge |
| ---------------------------- | ----------- | ------------------ | ----------------------------------------------------- | ---------------------------------------------------- | ------------- | --- |
| Muralla de la Figuera        | BCIN 844-MH | Medieval           | La Figuera C. de la Muralla                           | 41° 13′ 00″ N, 0° 43′ 53″ E / 41.216774°N,0.731426°E | RI-51-0006626 | Carregueu una nova foto d'aquest monument                                                                           |
| Església de Sant Martí       | BCIL 1982   | Barroc XVIII       | La Figuera Pl. de l'Església                          | 41° 12′ 59″ N, 0° 43′ 53″ E / 41.21646°N,0.73152°E   | IPA-11210     | Església de Sant Martí (la Figuera) · Vegeu més fotos d'aquest monument · Carregueu una nova foto d'aquest monument |
| La Rectoria Vella            | BCIL 2011   | Obra popular XVIII | La Figuera C. de l'Església, 4                        | 41° 12′ 59″ N, 0° 43′ 53″ E / 41.21633°N,0.73145°E   | IPA-11211     | Carregueu una nova foto d'aquest monument                                                                           |
| Ermita de Sant Pau           | BCIL 1982   | Obra popular       | La Figuera Al punt més elevat de la serra de Sant Pau | 41° 13′ 01″ N, 0° 42′ 50″ E / 41.21689°N,0.71393°E   | IPA-11212     | Ermita de Sant Pau (la Figuera) · Vegeu més fotos d'aquest monument · Carregueu una nova foto d'aquest monument     |
| Ca l'Arbolí                  | BCIL 2011   | Obra popular XVI   | La Figuera C. de la Muralla, 8                        | 41° 13′ 00″ N, 0° 43′ 54″ E / 41.21669°N,0.73156°E   | IPA-11213     | Carregueu una nova foto d'aquest monument                                                                           |
| Cal Blai                     | BCIL 2011   | Obra popular XIX   | La Figuera C. Major, 4                                | 41° 13′ 00″ N, 0° 43′ 54″ E / 41.21656°N,0.73167°E   | IPA-11214     | Carregueu una nova foto d'aquest monument                                                                           |
| Ca l'Adelaida, o Ca l'Hostal | BCIL 2011   | Obra popular XIX   | La Figuera C. de la Font, 1                           | 41° 12′ 57″ N, 0° 43′ 52″ E / 41.21582°N,0.73111°E   | IPA-11215     | Ca l'Adelaida (la Figuera) · Vegeu més fotos d'aquest monument · Carregueu una nova foto d'aquest monument          |
| Cal Salat                    | BCIL 2011   | Obra popular XVIII | La Figuera C. de la Font, 3                           | 41° 12′ 57″ N, 0° 43′ 52″ E / 41.21585°N,0.73101°E   | IPA-11216     | Carregueu una nova foto d'aquest monument                                                                           |
| La Font Vella                | BCIL 2011   | Obra popular       | La Figuera Al camí de la Font, a 300 m del poble      | 41° 13′ 05″ N, 0° 43′ 31″ E / 41.21819°N,0.72535°E   | IPA-11217     | Carregueu una nova foto d'aquest monument                                                                           |
| Nucli històric de La Figuera | BCIL 2011   | Obra popular       | La Figuera C. de l'Església i voltants                | 41° 12′ 59″ N, 0° 43′ 52″ E / 41.216491°N,0.731141°E | IPA-39787     | Carregueu una nova foto d'aquest monument                                                                           |
| Conjunt de sitis d'arnes     |             | Obra popular       | La Figuera Cal Quinquillaire, zona de Collet Redó     | 41° 11′ 41″ N, 0° 42′ 59″ E / 41.194625°N,0.716288°E | IPA-39789     | Carregueu una nova foto d'aquest monument                                                                           |
| Casal d'Avis                 |             | Obra popular       | La Figuera C. de la Font, 21-23                       | 41° 12′ 58″ N, 0° 43′ 49″ E / 41.216146°N,0.730312°E | IPA-39805     | Carregueu una nova foto d'aquest monument                                                                           |

## Gratallops
| Monument                                               | Protecció | Estil/època                                | Localització                                      | Coordenades                                          | Codi?     | Imatge |
| ------------------------------------------------------ | --------- | ------------------------------------------ | ------------------------------------------------- | ---------------------------------------------------- | --------- | --- |
| Font Vella                                             |           | Obra popular                               | Gratallops A la vora del camí del riu             | 41° 11′ 28″ N, 0° 46′ 41″ E / 41.191136°N,0.777989°E | IPA-11219 | Carregueu una nova foto d'aquest monument                                                                               |
| Ermita de la Consolació                                | BCIL 1982 | Romànic, gòtic, obra popular XIII-XVI, XIX | Gratallops Ctra. direcció Vilella Baixa           | 41° 12′ 28″ N, 0° 46′ 44″ E / 41.207745°N,0.778971°E | IPA-11220 | Ermita de la Consolació (Gratallops) · Vegeu més fotos d'aquest monument · Carregueu una nova foto d'aquest monument    |
| Església de Sant Llorenç                               | BCIL 1982 | Barroc XVIII                               | Gratallops Pl. de l'Església                      | 41° 11′ 35″ N, 0° 46′ 36″ E / 41.193062°N,0.776785°E | IPA-11222 | Església de Sant Llorenç (Gratallops) · Vegeu més fotos d'aquest monument · Carregueu una nova foto d'aquest monument   |
| La Mare de Déu dels Dolors, o el Calvari, la Capelleta |           | Obra popular XVIII                         | Gratallops Ctra. de Gratallops a la Vilella Baixa | 41° 11′ 51″ N, 0° 46′ 48″ E / 41.197402°N,0.779989°E | IPA-11223 | Carregueu una nova foto d'aquest monument                                                                               |
| Antiga Casa de la Cartoixa, Casa dels Frares           | BCIL 1982 | Barroc XVII                                | Gratallops C. Major, 4                            | 41° 11′ 36″ N, 0° 46′ 37″ E / 41.193225°N,0.777071°E | IPA-11224 | Antiga Casa de la Cartoixa (Gratallops) · Vegeu més fotos d'aquest monument · Carregueu una nova foto d'aquest monument |
| Cal Pinyol                                             | BCIL 2007 | Eclecticisme XIX                           | Gratallops C. Major, 30                           | 41° 11′ 36″ N, 0° 46′ 41″ E / 41.193255°N,0.778132°E | IPA-11225 | Carregueu una nova foto d'aquest monument                                                                               |
| La Fonda, o Cal Portal                                 | BCIL 2007 | Obra popular XIX (1887)                    | Gratallops C. de la Consolació, 2                 | 41° 11′ 37″ N, 0° 46′ 43″ E / 41.193713°N,0.778522°E | IPA-11226 | Carregueu una nova foto d'aquest monument                                                                               |
| Perxe del carrer Major                                 | BCIL 2007 | Gòtic XIV                                  | Gratallops C. Major, 22                           | 41° 11′ 36″ N, 0° 46′ 40″ E / 41.193289°N,0.777803°E | IPA-11227 | Perxe del carrer Major (Gratallops) · Vegeu més fotos d'aquest monument · Carregueu una nova foto d'aquest monument     |
| Ca l'Andreu, o Cal Sinyó Andreu                        |           | Obra popular XIX (1841)                    | Gratallops C. Piró, 2 - pl. Església, 6           | 41° 11′ 36″ N, 0° 46′ 34″ E / 41.193371°N,0.776202°E | IPA-11228 | Ca l'Andreu (Gratallops) · Vegeu més fotos d'aquest monument · Carregueu una nova foto d'aquest monument                |
| Cal Ferrer, o Cal Ricardo                              |           | Obra popular XIX (1811)                    | Gratallops Pl. de l'Església, 8                   | 41° 11′ 36″ N, 0° 46′ 36″ E / 41.193429°N,0.776665°E | IPA-11229 | Cal Ferrer (Gratallops) · Vegeu més fotos d'aquest monument · Carregueu una nova foto d'aquest monument                 |
| Font Nova                                              | BCIL 2007 | Obra popular XVI                           | Gratallops Camí de la Font Nova                   | 41° 11′ 17″ N, 0° 46′ 22″ E / 41.188085°N,0.772780°E | IPA-11230 | Carregueu una nova foto d'aquest monument                                                                               |
| Aixopluc dins un marge                                 | BCIL 2007 | Obra popular                               | Gratallops Camí dels Xiprers                      | 41° 11′ 33″ N, 0° 46′ 14″ E / 41.192396°N,0.770523°E | IPA-11231 | Carregueu una nova foto d'aquest monument                                                                               |
| Porta de l'antiga Casa Rectoral                        |           | Gòtic XV-XVI                               | Gratallops C. de Dalt                             | 41° 11′ 37″ N, 0° 46′ 37″ E / 41.193489°N,0.776979°E | IPA-11232 | Carregueu una nova foto d'aquest monument                                                                               |
| Forn d'obra                                            | BCIL 2007 | Obra popular XVIII                         | Gratallops Camí del Riu                           | 41° 11′ 34″ N, 0° 46′ 58″ E / 41.192711°N,0.782842°E | IPA-11234 | Carregueu una nova foto d'aquest monument                                                                               |
| Plafons ceràmics del Via Crucis                        | BCIL 2007 | Obra popular XVIII                         | Gratallops C. Consolació                          | 41° 11′ 37″ N, 0° 46′ 42″ E / 41.193742°N,0.778300°E | IPA-11236 | Carregueu una nova foto d'aquest monument                                                                               |
| Molí de la Vila                                        |           | Obra popular XIX-XX                        | Gratallops                                        | 41° 11′ 55″ N, 0° 47′ 27″ E / 41.19869°N,0.79071°E   | IPA-45271 | Carregueu una nova foto d'aquest monument                                                                               |

## Els Guiamets
| Monument                                     | Protecció | Estil/època            | Localització                                               | Coordenades                                        | Codi?     | Imatge |
| -------------------------------------------- | --------- | ---------------------- | ---------------------------------------------------------- | -------------------------------------------------- | --------- | --- |
| Església de Sant Lluís Bisbe                 | BCIL 1982 | Barroc XVIII           | Els Guiamets Pl. de l'Església                             | 41° 06′ 07″ N, 0° 45′ 11″ E / 41.10186°N,0.75304°E | IPA-11238 | Església de Sant Lluís Bisbe (els Guiamets) · Vegeu més fotos d'aquest monument · Carregueu una nova foto d'aquest monument      |
| Molí de la Bleda                             |           | Obra popular Medieval  | Els Guiamets Sobre la riera de Capçanes                    | 41° 06′ 01″ N, 0° 44′ 06″ E / 41.10016°N,0.73506°E | IPA-11240 | Carregueu una nova foto d'aquest monument                                                                                        |
| Estació de tren dels Guiamets, Serra d'Almos |           | Eclecticisme XIX       | Els Guiamets A 2,2 km del poble per la carretera a Tivissa | 41° 05′ 45″ N, 0° 44′ 52″ E / 41.09587°N,0.74765°E | IPA-11241 | Estació de tren dels Guiamets · Vegeu més fotos d'aquest monument · Carregueu una nova foto d'aquest monument                    |
| Font de la plaça de Pau Castellví            | BCIL 1982 | Obra popular XX (1911) | Els Guiamets Pl. de Pau Castellví                          | 41° 06′ 08″ N, 0° 45′ 07″ E / 41.10222°N,0.75188°E | IPA-11242 | Font de la plaça de Pau Castellví (els Guiamets) · Vegeu més fotos d'aquest monument · Carregueu una nova foto d'aquest monument |
| Plaça dels Vells                             |           | Obra popular XX        | Els Guiamets Pl. Homenatge a la Vellesa                    | 41° 06′ 04″ N, 0° 45′ 17″ E / 41.10121°N,0.75477°E | IPA-11243 | Plaça dels Vells (els Guiamets) · Vegeu més fotos d'aquest monument · Carregueu una nova foto d'aquest monument                  |
| Cal Bessó                                    |           | Obra popular XX (1911) | Els Guiamets C. Sant Lluís, 16                             | 41° 06′ 09″ N, 0° 45′ 06″ E / 41.1024°N,0.75164°E  | IPA-11253 | Cal Bessó (els Guiamets) · Vegeu més fotos d'aquest monument · Carregueu una nova foto d'aquest monument                         |
| Molí de Latorreta                            |           | Obra popular XIX-XX    | Els Guiamets                                               |                                                    | IPA-45261 | Carregueu una nova foto d'aquest monument                                                                                        |

## El Lloar
| Monument                           | Protecció | Estil/època             | Localització                       | Coordenades                                        | Codi?     | Imatge |
| ---------------------------------- | --------- | ----------------------- | ---------------------------------- | -------------------------------------------------- | --------- | --- |
| Centre històric del Lloar          | BCIL 1982 |                         | El Lloar C. Sant Miquel - c. Nou   | 41° 11′ 07″ N, 0° 45′ 05″ E / 41.18515°N,0.7514°E  | IPA-11244 | Centre històric del Lloar · Vegeu més fotos d'aquest monument · Carregueu una nova foto d'aquest monument                |
| Església de Sant Miquel            | BCIL 1982 | Barroc XVIII            | El Lloar Pl. de l'Església, 5      | 41° 11′ 09″ N, 0° 45′ 02″ E / 41.18588°N,0.75063°E | IPA-11245 | Carregueu una nova foto d'aquest monument                                                                                |
| Cal Pinyol                         | BCIL 1982 | Obra popular XIX (1865) | El Lloar C. Sant Miquel, 14        | 41° 11′ 08″ N, 0° 45′ 05″ E / 41.18552°N,0.75135°E | IPA-11247 | Cal Pinyol (el Lloar) · Vegeu més fotos d'aquest monument · Carregueu una nova foto d'aquest monument                    |
| Casa al carrer del Riu, 25         |           | Obra popular XIX        | El Lloar C. del Riu, 25            | 41° 11′ 06″ N, 0° 45′ 03″ E / 41.18501°N,0.75076°E | IPA-11248 | Carregueu una nova foto d'aquest monument                                                                                |
| Habitatge al carrer Major, 19      |           | Obra popular XVIII      | El Lloar C. Major, 19              | 41° 11′ 07″ N, 0° 45′ 05″ E / 41.18516°N,0.75131°E | IPA-11249 | Habitatge al carrer Major, 19 (el Lloar) · Vegeu més fotos d'aquest monument · Carregueu una nova foto d'aquest monument |
| Arc Moro, o arcada                 |           | Gòtic XIII-XV           | El Lloar C. Major                  | 41° 11′ 08″ N, 0° 45′ 04″ E / 41.18548°N,0.75103°E | IPA-11250 | Arc Moro (el Lloar) · Vegeu més fotos d'aquest monument · Carregueu una nova foto d'aquest monument                      |
| Cal Trucafort                      |           | Obra popular XIX (1870) | El Lloar C. Major, 16              | 41° 11′ 07″ N, 0° 45′ 04″ E / 41.18529°N,0.75105°E | IPA-11251 | Carregueu una nova foto d'aquest monument                                                                                |
| Forn de calç Mas d'en Borràs 1     |           | Obra popular XIX-XX     | El Lloar Mas d'en Borràs           |                                                    | IPA-45238 | Carregueu una nova foto d'aquest monument                                                                                |
| Forn de calç Barranc dels Tortells |           | Obra popular XX         | El Lloar Barranc dels Tortells     |                                                    | IPA-45239 | Carregueu una nova foto d'aquest monument                                                                                |
| Forn de calç Racó dels Mussols     |           | Obra popular XIX-XX     | El Lloar                           |                                                    | IPA-45240 | Carregueu una nova foto d'aquest monument                                                                                |
| Molí del Saco                      |           | Obra popular XIX-XX     | El Lloar                           |                                                    | IPA-45241 | Carregueu una nova foto d'aquest monument                                                                                |
| Molí de Pinyol                     |           | Obra popular XIX-XX     | El Lloar Horts del Molí de Pinyol  |                                                    | IPA-45242 | Carregueu una nova foto d'aquest monument                                                                                |
| Forn d'obra del Pinyol             |           | Obra popular XX         | El Lloar Horts del Molí de Pinyol  |                                                    | IPA-45243 | Carregueu una nova foto d'aquest monument                                                                                |
| Forns de calç de l'Era             |           | Obra popular XX         | El Lloar                           |                                                    | IPA-45245 | Carregueu una nova foto d'aquest monument                                                                                |
| Forn de calç Horts                 |           | Obra popular XX         | El Lloar Horts del Molí del Pinyol |                                                    | IPA-45246 | Carregueu una nova foto d'aquest monument                                                                                |

## Marçà
| Monument                                              | Protecció    | Estil/època                | Localització                                               | Coordenades                                          | Codi?         | Imatge |
| ----------------------------------------------------- | ------------ | -------------------------- | ---------------------------------------------------------- | ---------------------------------------------------- | ------------- | --- |
| Castell de Marçà                                      | BCIN 1022-MH | Medieval                   | Marçà Turó de la Miloquera                                 | 41° 07′ 26″ N, 0° 48′ 08″ E / 41.123877°N,0.802320°E | RI-51-0006640 | Carregueu una nova foto d'aquest monument                                                                             |
| Ajuntament de Marçà                                   |              | Obra popular XIX (1888)    | Marçà Pl. de les Arenes, 1                                 | 41° 07′ 36″ N, 0° 48′ 11″ E / 41.126717°N,0.803130°E | IPA-11255     | Carregueu una nova foto d'aquest monument                                                                             |
| Església de Santa Maria                               | BCIL 2005    | Barroc XVIII               | Marçà Pl. de l'Església                                    | 41° 07′ 35″ N, 0° 48′ 01″ E / 41.126278°N,0.800393°E | IPA-11256     | Església de Santa Maria (Marçà) · Vegeu més fotos d'aquest monument · Carregueu una nova foto d'aquest monument       |
| Can Crusat                                            | BCIL 2005    | Obra popular XVII          | Marçà Pl. de l'Església, 2                                 | 41° 07′ 34″ N, 0° 48′ 01″ E / 41.125998°N,0.800379°E | IPA-11257     | Carregueu una nova foto d'aquest monument                                                                             |
| Antic Convent dels Servites, o Convent de Sant Marçal |              | Obra popular XVII          | Marçà Ctra. de Falset                                      | 41° 07′ 45″ N, 0° 48′ 16″ E / 41.129098°N,0.804450°E | IPA-11258     | Antic Convent dels Servites (Marçà) · Vegeu més fotos d'aquest monument · Carregueu una nova foto d'aquest monument   |
| Cooperativa Agrícola, el Sindicat Nou                 | BCIL 2005    | Noucentisme XX (1929)      | Marçà C. de Dalt                                           | 41° 07′ 41″ N, 0° 48′ 14″ E / 41.127975°N,0.803922°E | IPA-11259     | Carregueu una nova foto d'aquest monument                                                                             |
| Mas d'en Crusat                                       | BCIL 2005    | Obra popular               | Marçà Encreuament camí de Marçà-Torre amb Falset-Colldejou | 41° 07′ 21″ N, 0° 48′ 39″ E / 41.122611°N,0.810968°E | IPA-11260     | Carregueu una nova foto d'aquest monument                                                                             |
| Molí paperer del Mas Magrinyà                         |              | Obra popular XVIII         | Marçà Ctra. TV-3001 Marçà - la Torre, km 2,5               | 41° 07′ 11″ N, 0° 49′ 25″ E / 41.119773°N,0.823551°E | IPA-11261     | Carregueu una nova foto d'aquest monument                                                                             |
| Estació del tren Marçà-Falset                         |              | Obra popular XIX (1890)    | Marçà A 400 m de Falset                                    | 41° 07′ 51″ N, 0° 48′ 37″ E / 41.130913°N,0.810370°E | IPA-11262     | Estació del tren Marçà-Falset (Marçà) · Vegeu més fotos d'aquest monument · Carregueu una nova foto d'aquest monument |
| Cal Joan Batlle                                       |              | Obra popular XIX           | Marçà C. de la Bassa, 1                                    | 41° 07′ 33″ N, 0° 48′ 01″ E / 41.125826°N,0.800343°E | IPA-11263     | Carregueu una nova foto d'aquest monument                                                                             |
| Ca l'Hostal                                           |              | Obra popular               | Marçà Pl. de l'Església, 5                                 | 41° 07′ 34″ N, 0° 48′ 00″ E / 41.125979°N,0.800087°E | IPA-11264     | Carregueu una nova foto d'aquest monument                                                                             |
| Cal Tarragó                                           |              | Obra popular XIX           | Marçà C. de Dalt, 5                                        | 41° 07′ 36″ N, 0° 48′ 02″ E / 41.126690°N,0.800510°E | IPA-11265     | Carregueu una nova foto d'aquest monument                                                                             |
| Cal Montagut                                          | BCIL 2005    | Obra popular, barroc XVIII | Marçà C. de Dalt, 31                                       | 41° 07′ 38″ N, 0° 48′ 06″ E / 41.127347°N,0.801698°E | IPA-11266     | Cal Montagut (Marçà) · Vegeu més fotos d'aquest monument · Carregueu una nova foto d'aquest monument                  |
| Església de Santa Maria                               |              | Romànic XII-XIII           | Marçà Al turó de la Miloquera                              | 41° 07′ 25″ N, 0° 48′ 07″ E / 41.123688°N,0.802034°E | IPA-11267     | Carregueu una nova foto d'aquest monument                                                                             |
| Cal Morat                                             |              | Obra popular XIX           | Marçà C. Mestres Sanz, 18-20                               | 41° 07′ 38″ N, 0° 48′ 07″ E / 41.127247°N,0.801838°E | IPA-11269     | Carregueu una nova foto d'aquest monument                                                                             |
| Ca l'Apotecari                                        |              | Obra popular XIX (1891)    | Marçà C. de Dalt, 58 A                                     | 41° 07′ 38″ N, 0° 48′ 07″ E / 41.127247°N,0.801838°E | IPA-11270     | Carregueu una nova foto d'aquest monument                                                                             |
| Ca la Marina                                          |              | Obra popular XIX (1888)    | Marçà C. de Dalt, 56                                       | 41° 07′ 39″ N, 0° 48′ 10″ E / 41.127517°N,0.802788°E | IPA-11271     | Carregueu una nova foto d'aquest monument                                                                             |
| Cooperativa Agrícola, el Sindicat Vell                | BCIL 2005    | Noucentisme XX (1917)      | Marçà C. de Dalt                                           | 41° 07′ 38″ N, 0° 48′ 15″ E / 41.127282°N,0.804034°E | IPA-40258     | Carregueu una nova foto d'aquest monument                                                                             |
| Molí de Barceló                                       |              | Obra popular XIX-XX        | Marçà                                                      | 41° 07′ 09″ N, 0° 47′ 35″ E / 41.119028°N,0.792917°E | IPA-45293     | Carregueu una nova foto d'aquest monument                                                                             |
| Molí de la Pallissa                                   |              | Obra popular XIX-XX        | Marçà                                                      |                                                      | IPA-45294     | Carregueu una nova foto d'aquest monument                                                                             |
| Molí del Tossalet                                     |              | Obra popular XIX-XX        | Marçà                                                      |                                                      | IPA-45295     | Carregueu una nova foto d'aquest monument                                                                             |
| Forn de calç Verinxells                               |              | Obra popular XIX-XX        | Marçà                                                      |                                                      | IPA-45299     | Carregueu una nova foto d'aquest monument                                                                             |

## Margalef
| Monument                                           | Protecció | Estil/època                 | Localització                                     | Coordenades                                        | Codi?     | Imatge |
| -------------------------------------------------- | --------- | --------------------------- | ------------------------------------------------ | -------------------------------------------------- | --------- | --- |
| Església de Sant Miquel                            | BCIL 1982 | Barroc XVIII                | Margalef Pl. de Sant Miquel                      | 41° 17′ 04″ N, 0° 45′ 16″ E / 41.28435°N,0.75445°E | IPA-11275 | Església de Sant Miquel (Margalef) · Vegeu més fotos d'aquest monument · Carregueu una nova foto d'aquest monument         |
| Ermita i font de Sant Salvador                     | BCIL 1982 | Obra popular XVI            | Margalef Barranc de Sant Salvador                | 41° 16′ 24″ N, 0° 46′ 37″ E / 41.27341°N,0.77699°E | IPA-11276 | Ermita i font de Sant Salvador (Margalef) · Vegeu més fotos d'aquest monument · Carregueu una nova foto d'aquest monument  |
| El Pont Vell                                       |           | Obra popular, gòtic XV      | Margalef A la sortida del poble, pel c. del Pont | 41° 17′ 04″ N, 0° 45′ 20″ E / 41.28455°N,0.75542°E | IPA-11277 | Carregueu una nova foto d'aquest monument                                                                                  |
| Ajuntament de Margalef                             |           | Obra popular XX (1915)      | Margalef Pl. de Sant Miquel, 15                  | 41° 17′ 04″ N, 0° 45′ 14″ E / 41.28439°N,0.75377°E | IPA-11278 | Ajuntament de Margalef · Vegeu més fotos d'aquest monument · Carregueu una nova foto d'aquest monument                     |
| Cal Franc                                          |           | Obra popular, modernisme XX | Margalef Pl. Sant Miquel, 6                      | 41° 17′ 04″ N, 0° 45′ 14″ E / 41.28445°N,0.75393°E | IPA-11279 | Cal Franc (Margalef) · Vegeu més fotos d'aquest monument · Carregueu una nova foto d'aquest monument                       |
| Arcs de la plaça de Sant Miquel, o Perxe           |           | Obra popular, gòtic XIV     | Margalef Pl. Sant Miquel                         | 41° 17′ 03″ N, 0° 45′ 15″ E / 41.28425°N,0.75412°E | IPA-11280 | Arcs de la plaça de Sant Miquel (Margalef) · Vegeu més fotos d'aquest monument · Carregueu una nova foto d'aquest monument |
| Clau del segle xvi                                 |           | Obra popular XVI            | Margalef C. de Baix, 12                          | 41° 17′ 03″ N, 0° 45′ 15″ E / 41.28419°N,0.75413°E | IPA-11281 | Carregueu una nova foto d'aquest monument                                                                                  |
| Molí dels pobres: piques d'oli excavades a la roca | BCIL 2008 |                             | Margalef C. Molins                               | 41° 17′ 09″ N, 0° 45′ 15″ E / 41.28583°N,0.75426°E | IPA-38228 | Carregueu una nova foto d'aquest monument                                                                                  |
| Molí d'en Vilar                                    |           | Obra popular XIX-XX         | Margalef                                         |                                                    | IPA-45300 | Carregueu una nova foto d'aquest monument                                                                                  |
| Forn de calç Mas d'en Sever 1                      |           | Obra popular XIX-XX         | Margalef                                         |                                                    | IPA-45303 | Carregueu una nova foto d'aquest monument                                                                                  |
| Molí del Mig                                       |           | Obra popular XIX-XX         | Margalef                                         |                                                    | IPA-45333 | Carregueu una nova foto d'aquest monument                                                                                  |

## El Masroig
| Monument                                 | Protecció | Estil/època                    | Localització                                                 | Coordenades                                        | Codi?     | Imatge |
| ---------------------------------------- | --------- | ------------------------------ | ------------------------------------------------------------ | -------------------------------------------------- | --------- | --- |
| Església de Sant Bartomeu                | BCIL 1982 | Neoclassicisme XIX             | El Masroig Pl. de l'Església                                 | 41° 07′ 31″ N, 0° 44′ 01″ E / 41.1254°N,0.73369°E  | IPA-11283 | Església de Sant Bartomeu (el Masroig) · Vegeu més fotos d'aquest monument · Carregueu una nova foto d'aquest monument                |
| Ermita de la Mare de Déu de les Pinyeres | BCIL 1982 | Romànic, barroc XII-XIII, XVII | El Masroig Vora la ctra. el Masroig - el Lloar               | 41° 08′ 40″ N, 0° 43′ 47″ E / 41.14434°N,0.72971°E | IPA-11284 | Ermita de la Mare de Déu de les Pinyeres (el Masroig) · Vegeu més fotos d'aquest monument · Carregueu una nova foto d'aquest monument |
| Ca l'Isabel, o Cal Pere Mateu            |           | Obra popular XIX               | El Masroig C. de la Generalitat, 4                           | 41° 07′ 32″ N, 0° 44′ 00″ E / 41.12558°N,0.73323°E | IPA-11285 | Carregueu una nova foto d'aquest monument                                                                                             |
| Font del Perxe                           |           | Obra popular XX                | El Masroig C. Barceloneta, 2                                 | 41° 07′ 33″ N, 0° 43′ 57″ E / 41.12589°N,0.73248°E | IPA-11286 | Font del Perxe (el Masroig) · Vegeu més fotos d'aquest monument · Carregueu una nova foto d'aquest monument                           |
| Cal Serraller                            |           | Obra popular XIX               | El Masroig C. Major, 3                                       | 41° 07′ 35″ N, 0° 43′ 55″ E / 41.12647°N,0.73192°E | IPA-11287 | Carregueu una nova foto d'aquest monument                                                                                             |
| Cal Francisquet                          |           | Obra popular XIX               | El Masroig C. Major, 5                                       | 41° 07′ 35″ N, 0° 43′ 55″ E / 41.12645°N,0.73204°E | IPA-11288 | Carregueu una nova foto d'aquest monument                                                                                             |
| Cal Ganxo                                |           | Obra popular XIX               | El Masroig C. Major, 18                                      | 41° 07′ 34″ N, 0° 43′ 56″ E / 41.12612°N,0.73232°E | IPA-11289 | Carregueu una nova foto d'aquest monument                                                                                             |
| Cal Mirambell                            |           | Obra popular XIX               | El Masroig C. Major, 20                                      | 41° 07′ 34″ N, 0° 43′ 57″ E / 41.12607°N,0.73242°E | IPA-11290 | Carregueu una nova foto d'aquest monument                                                                                             |
| Ca l'Agulles                             |           | Obra popular, racionalisme XX  | El Masroig C. Major, 25                                      | 41° 07′ 34″ N, 0° 43′ 58″ E / 41.12609°N,0.73277°E | IPA-11291 | Carregueu una nova foto d'aquest monument                                                                                             |
| Cal Batistó                              |           | Obra popular XIX               | El Masroig C. Major, 44                                      | 41° 07′ 31″ N, 0° 44′ 02″ E / 41.1253°N,0.73398°E  | IPA-11292 | Carregueu una nova foto d'aquest monument                                                                                             |
| Rentadors                                |           | Obra popular XX (1921)         | El Masroig C. Josep Llop, 18                                 | 41° 07′ 30″ N, 0° 44′ 03″ E / 41.12493°N,0.73423°E | IPA-11293 | Carregueu una nova foto d'aquest monument                                                                                             |
| Cal Baster                               |           | Obra popular, barroc XVIII     | El Masroig C. Major, 2                                       | 41° 07′ 35″ N, 0° 43′ 54″ E / 41.12644°N,0.7317°E  | IPA-11294 | Carregueu una nova foto d'aquest monument                                                                                             |
| Celler i Cooperativa                     |           | Noucentisme XX (1917)          | El Masroig Pg. de l'Arbre, 3, antiga ctra. Falset - el Molar | 41° 07′ 34″ N, 0° 44′ 02″ E / 41.1261°N,0.73378°E  | IPA-11295 | Celler i Cooperativa (el Masroig) · Vegeu més fotos d'aquest monument · Carregueu una nova foto d'aquest monument                     |
| Carrer Major                             |           | Obra popular                   | El Masroig C. Major                                          | 41° 07′ 35″ N, 0° 43′ 55″ E / 41.12636°N,0.73201°E | IPA-11296 | Carregueu una nova foto d'aquest monument                                                                                             |
| Relleu a la façana de Ca la Pubilla      |           | Obra popular XIX               | El Masroig C. Major, 28                                      | 41° 07′ 33″ N, 0° 43′ 58″ E / 41.12595°N,0.73282°E | IPA-11297 | Carregueu una nova foto d'aquest monument                                                                                             |
| Pont del Masroig                         |           | Obra popular Medieval          | El Masroig Ctra. N-420, sobre un barranc afluent del Siurana | 41° 07′ 03″ N, 0° 42′ 45″ E / 41.11754°N,0.7124°E  | IPA-36989 | Carregueu una nova foto d'aquest monument                                                                                             |
| Forn de calç els Galls                   |           | Obra popular XIX-XX            | El Masroig                                                   |                                                    | IPA-45126 | Carregueu una nova foto d'aquest monument                                                                                             |
| Forn de calç Pinyanes                    |           | Obra popular XX                | El Masroig                                                   |                                                    | IPA-45247 | Carregueu una nova foto d'aquest monument                                                                                             |
| Forn de calç Mina Berta                  |           | Obra popular XX                | El Masroig                                                   |                                                    | IPA-45248 | Carregueu una nova foto d'aquest monument                                                                                             |
| Forn rajoler de l'Esteve                 |           | Obra popular XIX-XX            | El Masroig                                                   |                                                    | IPA-45252 | Carregueu una nova foto d'aquest monument                                                                                             |
| Molí de Riudecols                        |           | Obra popular XIX-XX            | El Masroig                                                   |                                                    | IPA-45253 | Carregueu una nova foto d'aquest monument                                                                                             |
| Molí de l'Antònia                        |           | Obra popular XIX-XX            | El Masroig                                                   | 41° 08′ 30″ N, 0° 44′ 45″ E / 41.14180°N,0.74581°E | IPA-45254 | Carregueu una nova foto d'aquest monument                                                                                             |
| Forn de calç del barranc del Ganxo       |           | Obra popular XX                | El Masroig                                                   |                                                    | IPA-45255 | Carregueu una nova foto d'aquest monument                                                                                             |

## El Molar
| Monument                                            | Protecció | Estil/època             | Localització                                                | Coordenades                                        | Codi?     | Imatge |
| --------------------------------------------------- | --------- | ----------------------- | ----------------------------------------------------------- | -------------------------------------------------- | --------- | --- |
| Església de Sant Roc                                | BCIL 1982 | Barroc XVIII            | El Molar Pl. de l'Església                                  | 41° 09′ 53″ N, 0° 42′ 20″ E / 41.16462°N,0.70553°E | IPA-11300 | Església de Sant Roc (el Molar) · Vegeu més fotos d'aquest monument · Carregueu una nova foto d'aquest monument                           |
| Cal Sant Antoni, o Cal Coco                         |           | Obra popular XIX (1835) | El Molar Pl. de l'Església, 3                               | 41° 09′ 53″ N, 0° 42′ 21″ E / 41.16462°N,0.70587°E | IPA-11301 | Cal Sant Antoni (el Molar) · Modifica el valor a Wikidata · Vegeu més fotos d'aquest monument · Carregueu una nova foto d'aquest monument |
| Mas del Camperol                                    |           | Obra popular XIX        | El Molar Al costat de la ctra. Lloà-Bellmunt                | 41° 10′ 12″ N, 0° 44′ 40″ E / 41.17008°N,0.74447°E | IPA-11302 | Carregueu una nova foto d'aquest monument                                                                                                 |
| Mas del Sebrino                                     |           | Obra popular XVIII      | El Molar Prop del barranc dels Riguerals                    | 41° 09′ 58″ N, 0° 41′ 40″ E / 41.16601°N,0.69452°E | IPA-11303 | Carregueu una nova foto d'aquest monument                                                                                                 |
| Cal Claro, o Cal Rofes                              |           | Obra popular XIX (1892) | El Molar C. de Sant Roc, 2                                  | 41° 09′ 52″ N, 0° 42′ 20″ E / 41.16448°N,0.70544°E | IPA-11304 | Cal Claro (el Molar) · Modifica el valor a Wikidata · Vegeu més fotos d'aquest monument · Carregueu una nova foto d'aquest monument       |
| Cal Bargalló                                        |           | Obra popular XIV        | El Molar Pl. Major                                          | 41° 09′ 53″ N, 0° 42′ 20″ E / 41.16483°N,0.70563°E | IPA-11305 | Carregueu una nova foto d'aquest monument                                                                                                 |
| Els rentadors i font                                |           | Obra popular XIX        | El Molar Camí de la Torre de l'Espanyol, sota el Calvari    | 41° 10′ 03″ N, 0° 41′ 55″ E / 41.16754°N,0.69866°E | IPA-11306 | Els rentadors i font (el Molar) · Vegeu més fotos d'aquest monument · Carregueu una nova foto d'aquest monument                           |
| Cal Perxet                                          |           | Obra popular XIX (1889) | El Molar C. Marquès de Tamarit, 1 - pl. del Molar           | 41° 09′ 48″ N, 0° 42′ 22″ E / 41.16327°N,0.70606°E | IPA-11307 | Carregueu una nova foto d'aquest monument                                                                                                 |
| Mina Raimunda                                       |           | Obra popular XX         | El Molar Camí de Bellmunt, prop del barranc de Sta. Càndida | 41° 10′ 00″ N, 0° 42′ 52″ E / 41.1666°N,0.71443°E  | IPA-11311 | Mina Raimunda (el Molar) · Vegeu més fotos d'aquest monument · Carregueu una nova foto d'aquest monument                                  |
| Mina Linda Mariquita, o Mina Mariquita, Mina Loussa | BCIL 2017 | Obra popular XX         | El Molar Ctra. T-732                                        | 41° 10′ 03″ N, 0° 42′ 27″ E / 41.1675°N,0.70756°E  | IPA-11312 | Carregueu una nova foto d'aquest monument                                                                                                 |
| Molí del Cocó                                       |           | Obra popular XIX-XX     | El Molar                                                    |                                                    | IPA-45257 | Carregueu una nova foto d'aquest monument                                                                                                 |

## La Morera de Montsant
| Monument                                                                   | Protecció      | Estil/època                                                      | Localització                                                        | Coordenades                                          | Codi?         | Imatge |
| -------------------------------------------------------------------------- | -------------- | ---------------------------------------------------------------- | ------------------------------------------------------------------- | ---------------------------------------------------- | ------------- | --- |
| Cartoixa d'Escaladei                                                       | BCIN 162-MH-EN | Romànic, gòtic, barroc, neoclassicisme XIII, XIV, XV, XVII-XVIII | La Morera de Montsant Camí de la Cartoixa                           | 41° 15′ 25″ N, 0° 48′ 37″ E / 41.256899°N,0.810147°E | RI-51-0004434 | Cartoixa d'Escaladei (la Morera de Montsant) · Vegeu més fotos d'aquest monument · Carregueu una nova foto d'aquest monument                   |
| Castell de la Morera                                                       | BCIN 1105-MH   | XIII                                                             | La Morera de Montsant C. de l'Obac                                  | 41° 15′ 52″ N, 0° 50′ 28″ E / 41.264460°N,0.841109°E | RI-51-0006656 | Castell de la Morera (la Morera de Montsant) · Vegeu més fotos d'aquest monument · Carregueu una nova foto d'aquest monument                   |
| Antiga Casa de la Procura, o Casa de la Comanda                            | BCIN 1106-MH   | Historicisme XVII-XVIII, XIX                                     | La Morera de Montsant Pl. del Priorat, 1                            | 41° 14′ 53″ N, 0° 48′ 39″ E / 41.247943°N,0.810923°E | IPA-1223      | Carregueu una nova foto d'aquest monument |
| La Morera de Montsant                                                      | BCIL 2009      |                                                                  | La Morera de Montsant                                               | 41° 15′ 55″ N, 0° 50′ 30″ E / 41.26529°N,0.84157°E   | IPA-11313     | La Morera de Montsant · Vegeu més fotos d'aquest monument · Carregueu una nova foto d'aquest monument                                          |
| Mas de Sant Blai, antic Monestir de Bonrepòs                               | BCIL 2009      | Obra popular XIII                                                | La Morera de Montsant Barranc de Sant Blai                          | 41° 15′ 43″ N, 0° 51′ 21″ E / 41.26199°N,0.85591°E   | IPA-11314     | Mas de Sant Blai (la Morera de Montsant) · Vegeu més fotos d'aquest monument · Carregueu una nova foto d'aquest monument                       |
| Església de la Nativitat                                                   | BCIL 2009      | Romànic, barroc XII-XIII, XVIII                                  | La Morera de Montsant C. Major, 1                                   | 41° 15′ 53″ N, 0° 50′ 31″ E / 41.26473°N,0.84191°E   | IPA-11315     | Església de la Nativitat (la Morera de Montsant) · Vegeu més fotos d'aquest monument · Carregueu una nova foto d'aquest monument               |
| Ermita de la Mare de Déu del Montsant, o Ermita de Santa Maria de Montsant |                | Gòtic, obra popular XIV-XV                                       | La Morera de Montsant Dalt del Montsant, a 1035 m                   | 41° 17′ 40″ N, 0° 53′ 31″ E / 41.29447°N,0.89185°E   | IPA-11316     | Ermita de la Mare de Déu del Montsant (la Morera de Montsant) · Vegeu més fotos d'aquest monument · Carregueu una nova foto d'aquest monument  |
| La Pietat                                                                  |                | Obra popular XVII                                                | La Morera de Montsant A 10 min. de la cartoixa d'Escaladei          | 41° 15′ 41″ N, 0° 48′ 39″ E / 41.261460°N,0.810777°E | IPA-11317     | La Pietat (la Morera de Montsant) · Vegeu més fotos d'aquest monument · Carregueu una nova foto d'aquest monument                              |
| Sant Antoni de Montalt                                                     |                | Obra popular XII-XIII, XVIII                                     | La Morera de Montsant                                               | 41° 15′ 40″ N, 0° 47′ 59″ E / 41.26109°N,0.79983°E   | IPA-11318     | Sant Antoni de Montalt (la Morera de Montsant) · Vegeu més fotos d'aquest monument · Carregueu una nova foto d'aquest monument                 |
| Portes del carrer Major                                                    |                | Obra popular                                                     | La Morera de Montsant C. Major                                      | 41° 15′ 52″ N, 0° 50′ 30″ E / 41.264551°N,0.841651°E | IPA-11319     | Portes del carrer Major (la Morera de Montsant) · Vegeu més fotos d'aquest monument · Carregueu una nova foto d'aquest monument                |
| La Conreria d'Escaladei, Scala Dei, La Unión de Scala Dei, la Conreria     | BCIL 2009      |                                                                  | La Morera de Montsant                                               |                                                      | IPA-11320     | Carregueu una nova foto d'aquest monument |
| Can Peira                                                                  | BCIL 2009      | Obra popular XIX                                                 | La Morera de Montsant Pl. del Priorat, 6, la Conreria d'Escaladei   | 41° 14′ 53″ N, 0° 48′ 40″ E / 41.24813°N,0.81122°E   | IPA-11321     | Can Peira (la Morera de Montsant) · Vegeu més fotos d'aquest monument · Carregueu una nova foto d'aquest monument                              |
| Abeurador                                                                  |                | Obra popular XVIII                                               | La Morera de Montsant C. de l'Església, la Conreria d'Escaladei     | 41° 14′ 53″ N, 0° 48′ 39″ E / 41.248106°N,0.810722°E | IPA-11322     | Abeurador (la Morera de Montsant) · Vegeu més fotos d'aquest monument · Carregueu una nova foto d'aquest monument                              |
| Església de la Mare de Déu de la Mercè                                     | BCIL 2009      | Gòtic, barroc XVII                                               | La Morera de Montsant C. de l'Església, 6, la Conreria d'Escaladei  | 41° 14′ 53″ N, 0° 48′ 39″ E / 41.24815°N,0.81078°E   | IPA-11323     | Església de la Mare de Déu de la Mercè (la Morera de Montsant) · Vegeu més fotos d'aquest monument · Carregueu una nova foto d'aquest monument |
| Cases dels Treballadors                                                    |                | Obra popular XIX                                                 | La Morera de Montsant C. de la Mitja Galta, la Conreria d'Escaladei | 41° 14′ 50″ N, 0° 48′ 40″ E / 41.24722°N,0.81111°E   | IPA-11324     | Cases dels Treballadors (la Morera de Montsant) · Vegeu més fotos d'aquest monument · Carregueu una nova foto d'aquest monument                |
| Pont d'Escala Dei                                                          |                | Obra popular XVI                                                 | La Morera de Montsant Sobre la riera d'Escala Dei                   | 41° 14′ 51″ N, 0° 48′ 42″ E / 41.247387°N,0.811731°E | IPA-36990     | Carregueu una nova foto d'aquest monument |
| Forn rajoler del barranc de l'Horta                                        |                | Obra popular XIX-XX                                              | La Morera de Montsant                                               |                                                      | IPA-45277     | Carregueu una nova foto d'aquest monument |
| Forn del Rosalí                                                            |                | Obra popular XIX-XX                                              | La Morera de Montsant                                               |                                                      | IPA-45278     | Carregueu una nova foto d'aquest monument |
| Molí del Tancat                                                            |                | Obra popular XIX-XX                                              | La Morera de Montsant                                               |                                                      | IPA-45279     | Carregueu una nova foto d'aquest monument |
| Pou de neu Mas Blanc                                                       |                | Obra popular XIX-XX                                              | La Morera de Montsant                                               |                                                      | IPA-45281     | Carregueu una nova foto d'aquest monument |
| Molí de l'Argamassa                                                        |                | Obra popular XIX-XX                                              | La Morera de Montsant                                               |                                                      | IPA-45282     | Carregueu una nova foto d'aquest monument |
| Mas Tancat                                                                 | BCIL 2009      | Obra popular XVIII-XIX                                           | La Morera de Montsant                                               | 41° 14′ 44″ N, 0° 47′ 43″ E / 41.245688°N,0.795401°E | IPA-45460     | Carregueu una nova foto d'aquest monument |
| Can Rius                                                                   | BCIL 2009      |                                                                  | La Morera de Montsant                                               |                                                      | IPA-45678     | Carregueu una nova foto d'aquest monument |

## Poboleda
| Monument                                | Protecció    | Estil/època             | Localització                            | Coordenades                                          | Codi?         | Imatge |
| --------------------------------------- | ------------ | ----------------------- | --------------------------------------- | ---------------------------------------------------- | ------------- | --- |
| Muralla de Poboleda                     | BCIN 1281-MH | Obra popular            | Poboleda Sense restes                   | 41° 14′ 04″ N, 0° 50′ 47″ E / 41.234406°N,0.846376°E | RI-51-0006681 | Carregueu una nova foto d'aquest monument                                                                        |
| Església de Sant Pere                   | BCIL 1982    | Barroc XVIII            | Poboleda Pl. de l'Església, 1           | 41° 13′ 59″ N, 0° 50′ 42″ E / 41.23316°N,0.84503°E   | IPA-11329     | Església de Sant Pere (Poboleda) · Vegeu més fotos d'aquest monument · Carregueu una nova foto d'aquest monument |
| L'Estanc                                |              | Obra popular XVIII      | Poboleda C. del Raval, 14               | 41° 14′ 02″ N, 0° 50′ 45″ E / 41.23375°N,0.8457°E    | IPA-11333     | Carregueu una nova foto d'aquest monument                                                                        |
| Ca Joan Just                            |              | Obra popular XVIII      | Poboleda C. del Raval, 40-42            | 41° 14′ 03″ N, 0° 50′ 46″ E / 41.23426°N,0.84608°E   | IPA-11334     | Carregueu una nova foto d'aquest monument                                                                        |
| Cal Brinet, o Cal Ramon Xon, Cal Xono   |              | Obra popular XVIII      | Poboleda C. Major, 28                   | 41° 14′ 03″ N, 0° 50′ 43″ E / 41.23405°N,0.84519°E   | IPA-11335     | Carregueu una nova foto d'aquest monument                                                                        |
| Ca les Borrasses, o Cal Cantarell       |              | Obra popular XIX        | Poboleda C. Major, 25                   | 41° 14′ 03″ N, 0° 50′ 42″ E / 41.2342°N,0.84509°E    | IPA-11336     | Carregueu una nova foto d'aquest monument                                                                        |
| Casa dels Cartoixos, o Casa dels Frares |              | Obra popular XVII-XVIII | Poboleda Als afores del camí de Torroja | 41° 13′ 54″ N, 0° 50′ 25″ E / 41.23172°N,0.84032°E   | IPA-11337     | Carregueu una nova foto d'aquest monument                                                                        |
| Cal Rus                                 |              | Obra popular XVIII      | Poboleda C. Major, 30                   | 41° 14′ 03″ N, 0° 50′ 43″ E / 41.23415°N,0.8452°E    | IPA-11338     | Carregueu una nova foto d'aquest monument                                                                        |
| Pont de la Soia                         | BCIL 1982    | Obra popular XIV-XV     | Poboleda Antic camí ral de Cornudella   | 41° 14′ 06″ N, 0° 51′ 08″ E / 41.23503°N,0.8523°E    | IPA-11340     | Carregueu una nova foto d'aquest monument                                                                        |
| Carrer Major                            | BCIL 1982    | Obra popular XVIII      | Poboleda C. Major                       | 41° 14′ 02″ N, 0° 50′ 43″ E / 41.23401°N,0.84515°E   | IPA-11341     | Carregueu una nova foto d'aquest monument                                                                        |
| Cases dels Frares                       |              | Obra popular XVIII-XIX  | Poboleda C. Nou, 86-92                  | 41° 13′ 58″ N, 0° 50′ 41″ E / 41.2327°N,0.84475°E    | IPA-11342     | Carregueu una nova foto d'aquest monument                                                                        |
| Cal Carles                              | BCIL 1982    | Obra popular XIX        | Poboleda C. Major, 19                   | 41° 14′ 02″ N, 0° 50′ 42″ E / 41.23391°N,0.84507°E   | IPA-33523     | Carregueu una nova foto d'aquest monument                                                                        |
| Cementiri Nou                           | BCIL 1982    | Obra popular XIX (1884) | Poboleda Partida de los Clots           | 41° 13′ 59″ N, 0° 50′ 22″ E / 41.23316°N,0.83957°E   | IPA-33524     | Carregueu una nova foto d'aquest monument                                                                        |
| Centre històric de Poboleda             | BCIL 1982    | Obra popular XIII       | Poboleda Pl. de l'Església i voltants   | 41° 14′ 02″ N, 0° 50′ 44″ E / 41.23401°N,0.84569°E   | IPA-33774     | Carregueu una nova foto d'aquest monument                                                                        |
| Molí de la Soia                         |              | Obra popular XIX-XX     | Poboleda                                | 41° 14′ 05″ N, 0° 51′ 03″ E / 41.23480°N,0.85081°E   | IPA-45307     | Carregueu una nova foto d'aquest monument                                                                        |
| Pou de glaç dels Frares d'Escaladei     |              | Obra popular XIX-XX     | Poboleda                                |                                                      | IPA-45309     | Carregueu una nova foto d'aquest monument                                                                        |
| Forn rajoler Castellets                 |              | Obra popular XIX-XX     | Poboleda                                |                                                      | IPA-45310     | Carregueu una nova foto d'aquest monument                                                                        |

## Porrera
Vegeu al llista de monuments de Porrera

## Pradell de la Teixeta
| Monument                                                      | Protecció | Estil/època                | Localització                                                   | Coordenades                                        | Codi?     | Imatge |
| ------------------------------------------------------------- | --------- | -------------------------- | -------------------------------------------------------------- | -------------------------------------------------- | --------- | --- |
| Església de Santa Maria Magdalena                             | BCIL 1982 | Barroc XVIII               | Pradell de la Teixeta Pl. de l'Església, 1                     | 41° 09′ 25″ N, 0° 52′ 34″ E / 41.15694°N,0.87604°E | IPA-11369 | Església de Santa Maria Magdalena (Pradell de la Teixeta) · Vegeu més fotos d'aquest monument · Carregueu una nova foto d'aquest monument                             |
| Cal Just                                                      |           | Obra popular XVIII         | Pradell de la Teixeta C. de Dalt, 22                           | 41° 09′ 22″ N, 0° 52′ 31″ E / 41.15615°N,0.87531°E | IPA-11370 | Carregueu una nova foto d'aquest monument |
| Cal Cabré                                                     |           | Obra popular XIX           | Pradell de la Teixeta C. Major, 21                             | 41° 09′ 22″ N, 0° 52′ 32″ E / 41.15608°N,0.87563°E | IPA-11371 | Carregueu una nova foto d'aquest monument |
| Cal Roc                                                       |           | Barroc, obra popular XVIII | Pradell de la Teixeta C. Soldevila, 12                         | 41° 09′ 20″ N, 0° 52′ 32″ E / 41.15564°N,0.8755°E  | IPA-11372 | Carregueu una nova foto d'aquest monument |
| Cal Motxo                                                     |           | Obra popular XX            | Pradell de la Teixeta C. Burguera, 12                          | 41° 09′ 23″ N, 0° 52′ 34″ E / 41.15646°N,0.87615°E | IPA-11373 | Carregueu una nova foto d'aquest monument |
| Cal Joan Isabel                                               |           | Obra popular XIX (1806)    | Pradell de la Teixeta C. de la Font, 7                         | 41° 09′ 25″ N, 0° 52′ 32″ E / 41.15697°N,0.87549°E | IPA-11374 | Carregueu una nova foto d'aquest monument |
| Font pública                                                  | BCIL 1982 | Obra popular XIX           | Pradell de la Teixeta Ctra. a la Torre de Fontaubella          | 41° 09′ 27″ N, 0° 52′ 28″ E / 41.15748°N,0.87447°E | IPA-11375 | Carregueu una nova foto d'aquest monument |
| Estació del tren Pradell de la Teixeta - Torre de Fontaubella |           | Obra popular XIX           | Pradell de la Teixeta Ctra. TV-3223 Pradell - la Torre, km 1,5 | 41° 08′ 00″ N, 0° 51′ 31″ E / 41.13327°N,0.85859°E | IPA-11381 | Estació del tren Pradell de la Teixeta - Torre de Fontaubella (Pradell de la Teixeta) · Vegeu més fotos d'aquest monument · Carregueu una nova foto d'aquest monument |
| Fàbrica de guix                                               |           | Obra popular XIX-XX        | Pradell de la Teixeta                                          |                                                    | IPA-45315 | Carregueu una nova foto d'aquest monument |
| Forns de guix del coll del Guix                               |           | Obra popular XIX-XX        | Pradell de la Teixeta                                          |                                                    | IPA-45316 | Carregueu una nova foto d'aquest monument |

## La Torre de Fontaubella
| Monument                   | Protecció    | Estil/època                | Localització                        | Coordenades                                          | Codi?         | Imatge |
| -------------------------- | ------------ | -------------------------- | ----------------------------------- | ---------------------------------------------------- | ------------- | --- |
| La Torre                   | BCIN 1640-MH | Medieval                   | La Torre de Fontaubella C. Major    | 41° 07′ 28″ N, 0° 51′ 52″ E / 41.124573°N,0.864450°E | RI-51-0006742 | La Torre (la Torre de Fontaubella) · Vegeu més fotos d'aquest monument · Carregueu una nova foto d'aquest monument                |
| Església de Santa Maria    | BCIL 1982    | Barroc XIX (1802)          | La Torre de Fontaubella C. Major, 2 | 41° 07′ 28″ N, 0° 51′ 52″ E / 41.124416°N,0.864463°E | IPA-11377     | Església de Santa Maria (la Torre de Fontaubella) · Vegeu més fotos d'aquest monument · Carregueu una nova foto d'aquest monument |
| L'Hogar, o l'Hogar Rural   |              | Obra popular XVIII         | La Torre de Fontaubella Pl. Nova, 2 | 41° 07′ 29″ N, 0° 51′ 50″ E / 41.124825°N,0.863913°E | IPA-11378     | L'Hogar (la Torre de Fontaubella) · Vegeu més fotos d'aquest monument · Carregueu una nova foto d'aquest monument                 |
| Ca la Coixa, o Ca l'Escoda |              | Obra popular XIX           | La Torre de Fontaubella C. Major, 6 | 41° 07′ 28″ N, 0° 51′ 51″ E / 41.124534°N,0.864262°E | IPA-11379     | Ca la Coixa (la Torre de Fontaubella) · Vegeu més fotos d'aquest monument · Carregueu una nova foto d'aquest monument             |
| El Cafè, o La Societat     |              | Barroc, obra popular XVIII | La Torre de Fontaubella C. Major, 5 | 41° 07′ 28″ N, 0° 51′ 51″ E / 41.124490°N,0.864049°E | IPA-11380     | El Cafè (la Torre de Fontaubella) · Vegeu més fotos d'aquest monument · Carregueu una nova foto d'aquest monument                 |

## Torroja del Priorat
| Monument                             | Protecció    | Estil/època                      | Localització                                                                | Coordenades                                          | Codi?         | Imatge |
| ------------------------------------ | ------------ | -------------------------------- | --------------------------------------------------------------------------- | ---------------------------------------------------- | ------------- | --- |
| Restes de la Torre-roja              | BCIN 1669-MH | XI-XII                           | Torroja del Priorat C. Major, 24                                            | 41° 12′ 50″ N, 0° 48′ 37″ E / 41.213861°N,0.810282°E | RI-51-0006746 | Restes de la Torre-roja (Torroja del Priorat) · Vegeu més fotos d'aquest monument · Carregueu una nova foto d'aquest monument |
| Església de Sant Jaume               | BCIL 1982    | Barroc XVIII                     | Torroja del Priorat Pl. de l'Església                                       | 41° 12′ 48″ N, 0° 48′ 37″ E / 41.213202°N,0.810413°E | IPA-11383     | Església de Sant Jaume (Torroja del Priorat) · Vegeu més fotos d'aquest monument · Carregueu una nova foto d'aquest monument  |
| Cal Comte, o la Casa de Comte        | BCIL 1982    | Obra popular, neoclassicisme XIX | Torroja del Priorat C. Major, 4                                             | 41° 12′ 48″ N, 0° 48′ 39″ E / 41.213373°N,0.810849°E | IPA-11384     | Cal Comte (Torroja del Priorat) · Vegeu més fotos d'aquest monument · Carregueu una nova foto d'aquest monument               |
| Cal Marimon                          |              | Obra popular XVIII               | Torroja del Priorat C. Major, 2                                             | 41° 12′ 47″ N, 0° 48′ 40″ E / 41.213165°N,0.811058°E | IPA-11385     | Cal Marimon (Torroja del Priorat) · Vegeu més fotos d'aquest monument · Carregueu una nova foto d'aquest monument             |
| Mas Marimon                          |              | Obra popular                     | Torroja del Priorat Sobre un turó que domina el Siurana, a 2,5 km del poble | 41° 12′ 48″ N, 0° 48′ 36″ E / 41.213336°N,0.810116°E | IPA-11386     | Carregueu una nova foto d'aquest monument                                                                                     |
| Cal Xicorill, o Cal Mossèn Ramon     |              | Obra popular XIX                 | Torroja del Priorat C. Major, 39                                            | 41° 12′ 51″ N, 0° 48′ 37″ E / 41.214123°N,0.810251°E | IPA-11387     | Carregueu una nova foto d'aquest monument                                                                                     |
| Carrer Major                         |              | Obra popular                     | Torroja del Priorat C. Major                                                | 41° 12′ 49″ N, 0° 48′ 38″ E / 41.213694°N,0.810456°E | IPA-11388     | Carrer Major (Torroja del Priorat) · Vegeu més fotos d'aquest monument · Carregueu una nova foto d'aquest monument            |
| Mas de Sant Bru                      | BCIL 1982    | Obra popular XVIII               | Torroja del Priorat                                                         | 41° 13′ 48″ N, 0° 48′ 20″ E / 41.230050°N,0.805443°E | IPA-11389     | Carregueu una nova foto d'aquest monument                                                                                     |
| Carrer de l'Era                      |              | Obra popular XVIII               | Torroja del Priorat C. de l'Era                                             | 41° 12′ 49″ N, 0° 48′ 42″ E / 41.213555°N,0.811648°E | IPA-11390     | Carregueu una nova foto d'aquest monument                                                                                     |
| El Molí, o la Fàbrica d'Electricitat |              | Obra popular                     | Torroja del Priorat Al costat del riu Siurana, prop del Mas del Marimon     | 41° 12′ 39″ N, 0° 47′ 44″ E / 41.210697°N,0.795456°E | IPA-11391     | Carregueu una nova foto d'aquest monument                                                                                     |
| La Balandra                          |              | Obra popular XVII                | Torroja del Priorat C. de la Balandra                                       | 41° 12′ 48″ N, 0° 48′ 36″ E / 41.213336°N,0.810116°E | IPA-11392     | Carregueu una nova foto d'aquest monument                                                                                     |
| La Font Vella                        |              | Obra popular XVIII               | Torroja del Priorat Al final del c. de la Font                              | 41° 12′ 44″ N, 0° 48′ 44″ E / 41.212205°N,0.812188°E | IPA-11393     | Carregueu una nova foto d'aquest monument                                                                                     |
| Forn rajoler Mas de Marimon          |              | Obra popular XIX-XX              | Torroja del Priorat                                                         |                                                      | IPA-45320     | Carregueu una nova foto d'aquest monument                                                                                     |
| Forn d'obra de Cal Pallejà I         |              | Obra popular XIX-XX              | Torroja del Priorat                                                         |                                                      | IPA-45322     | Carregueu una nova foto d'aquest monument                                                                                     |
| Forn d'obra de Cal Vinyes            |              | Obra popular XIX-XX              | Torroja del Priorat                                                         |                                                      | IPA-45323     | Carregueu una nova foto d'aquest monument                                                                                     |
| Forn d'obra de Cal Pallejà Gran      |              | Obra popular XIX-XX              | Torroja del Priorat                                                         |                                                      | IPA-45324     | Carregueu una nova foto d'aquest monument                                                                                     |
| Forn rajoler Mas d'en Doix           |              | Obra popular XIX-XX              | Torroja del Priorat                                                         |                                                      | IPA-45325     | Carregueu una nova foto d'aquest monument                                                                                     |
| Forn rajoler Closa del Viola         |              | Obra popular XIX-XX              | Torroja del Priorat                                                         |                                                      | IPA-45326     | Carregueu una nova foto d'aquest monument                                                                                     |
| Forn rajoler Alcera                  |              | Obra popular XIX-XX              | Torroja del Priorat                                                         |                                                      | IPA-45327     | Carregueu una nova foto d'aquest monument                                                                                     |

## Ulldemolins
| Monument                                                            | Protecció    | Estil/època         | Localització                                                                           | Coordenades                                          | Codi?         | Imatge |
| ------------------------------------------------------------------- | ------------ | ------------------- | -------------------------------------------------------------------------------------- | ---------------------------------------------------- | ------------- | --- |
| Església de Sant Jaume                                              | BCIN 413-MH  | Renaixement XVI     | Ulldemolins Pl. de l'Església, 8                                                       | 41° 19′ 20″ N, 0° 52′ 34″ E / 41.322288°N,0.876239°E | IPA-479       | Església de Sant Jaume (Ulldemolins) · Vegeu més fotos d'aquest monument · Carregueu una nova foto d'aquest monument                                           |
| Castell d'Ulldemolins                                               | BCIN 1671-MH | Romànic XII         | Ulldemolins Pla de l'Església (sense restes)                                           | 41° 19′ 21″ N, 0° 52′ 34″ E / 41.322537°N,0.876202°E | RI-51-0006767 | Carregueu una nova foto d'aquest monument |
| Centre històric d'Ulldemolins                                       | BCIL 1982    |                     | Ulldemolins Pl. de Sant Jaume i voltants                                               | 41° 19′ 20″ N, 0° 52′ 35″ E / 41.322286°N,0.876265°E | IPA-11394     | Centre històric d'Ulldemolins · Modifica el valor a Wikidata · Carregueu una nova foto d'aquest monument                                                       |
| Santuari de la Mare de Déu de Loreto                                | BCIL 1982    | Barroc XVIII        | Ulldemolins C. Verge de Loreto, 29                                                     | 41° 19′ 14″ N, 0° 52′ 47″ E / 41.32068°N,0.87969°E   | IPA-11397     | Santuari de la Mare de Déu de Loreto (Ulldemolins) · Vegeu més fotos d'aquest monument · Carregueu una nova foto d'aquest monument                             |
| Ermita de Sant Bartomeu de Fraguerau                                | BCIL 1982    | Romànic XII         | Ulldemolins En una barrancada que dona al congost de Fraguerau                         | 41° 19′ 03″ N, 0° 49′ 31″ E / 41.31763°N,0.82524°E   | IPA-11398     | Ermita de Sant Bartomeu de Fraguerau (Ulldemolins) · Vegeu més fotos d'aquest monument · Carregueu una nova foto d'aquest monument                             |
| Ermita de Santa Magdalena, o la Catedral del Montsant               | BCIL 1982    | Renaixement XVI     | Ulldemolins A prop del camí vell d'Albarca a Margalef                                  | 41° 18′ 29″ N, 0° 51′ 53″ E / 41.30807°N,0.86463°E   | IPA-11399     | Ermita de Santa Magdalena (Ulldemolins) · Vegeu més fotos d'aquest monument · Carregueu una nova foto d'aquest monument                                        |
| Ermita de Sant Antoni i de Santa Bàrbara, o Ermita de Santa Bàrbara | BCIL 1982    | Obra popular XV     | Ulldemolins A prop del camí vell d'Albarca a Margalef                                  | 41° 18′ 42″ N, 0° 51′ 27″ E / 41.31158°N,0.85761°E   | IPA-11400     | Ermita de Sant Antoni i de Santa Bàrbara (Ulldemolins) · Vegeu més fotos d'aquest monument · Carregueu una nova foto d'aquest monument                         |
| El Molí de la Vila                                                  |              | Obra popular XIV    | Ulldemolins Vora el riu Montsant, al costat de la palanca del camí de Lleida           | 41° 19′ 42″ N, 0° 52′ 40″ E / 41.32824°N,0.87773°E   | IPA-11401     | El Molí de la Vila (Ulldemolins) · Vegeu més fotos d'aquest monument · Carregueu una nova foto d'aquest monument                                               |
| Cal Roig                                                            |              | Obra popular XVIII  | Ulldemolins C. de la Saltadora, 4                                                      | 41° 19′ 19″ N, 0° 52′ 34″ E / 41.32201°N,0.87612°E   | IPA-11403     | Cal Roig (Ulldemolins) · Modifica el valor a Wikidata · Vegeu més fotos d'aquest monument · Carregueu una nova foto d'aquest monument                          |
| Cal Josep Doménec, o Cal Cabecerol                                  |              | Obra popular XIX    | Ulldemolins C. de la Saltadora, 52                                                     | 41° 19′ 16″ N, 0° 52′ 37″ E / 41.32111°N,0.87681°E   | IPA-11404     | Cal Josep Doménec (Ulldemolins) · Modifica el valor a Wikidata · Vegeu més fotos d'aquest monument · Carregueu una nova foto d'aquest monument                 |
| Cal Bessó                                                           |              | Obra popular XVIII  | Ulldemolins C. Major, 38                                                               | 41° 19′ 17″ N, 0° 52′ 37″ E / 41.32136°N,0.87698°E   | IPA-11405     | Cal Bessó (Ulldemolins) · Modifica el valor a Wikidata · Vegeu més fotos d'aquest monument · Carregueu una nova foto d'aquest monument                         |
| Cal Nebot                                                           |              | Obra popular XVIII  | Ulldemolins C. Major, 37                                                               | 41° 19′ 17″ N, 0° 52′ 38″ E / 41.32132°N,0.87715°E   | IPA-11406     | Cal Nebot (Ulldemolins) · Modifica el valor a Wikidata · Vegeu més fotos d'aquest monument · Carregueu una nova foto d'aquest monument                         |
| Cal Rafel                                                           |              | Obra popular XVI    | Ulldemolins C. Major, 56                                                               | 41° 19′ 15″ N, 0° 52′ 39″ E / 41.32096°N,0.87751°E   | IPA-11407     | Cal Rafel (Ulldemolins) · Modifica el valor a Wikidata · Vegeu més fotos d'aquest monument · Carregueu una nova foto d'aquest monument                         |
| Arcades de la plaça de l'Església                                   |              | Obra popular        | Ulldemolins Pl. de l'Església, 8                                                       | 41° 19′ 20″ N, 0° 52′ 34″ E / 41.32233°N,0.87601°E   | IPA-11408     | Arcades de la plaça de l'Església (Ulldemolins) · Modifica el valor a Wikidata · Vegeu més fotos d'aquest monument · Carregueu una nova foto d'aquest monument |
| Font de Fontalba, o Font del Sauquer                                |              | Obra popular XVI    | Ulldemolins Als afores, al costat del barranc de Fontalba, vora el camí de les Olletes | 41° 18′ 49″ N, 0° 52′ 40″ E / 41.313587°N,0.877820°E | IPA-11409     | Carregueu una nova foto d'aquest monument |
| Font Vella                                                          |              | Obra popular XIV    | Ulldemolins A la sortida del poble, vora l'antic camí de Prades                        | 41° 19′ 15″ N, 0° 52′ 59″ E / 41.320769°N,0.883160°E | IPA-11410     | Font Vella (Ulldemolins) · Vegeu més fotos d'aquest monument · Carregueu una nova foto d'aquest monument                                                       |
| Creu de terme                                                       |              | Obra popular        | Ulldemolins Interior de l'església de Sant Jaume                                       | 41° 19′ 21″ N, 0° 52′ 34″ E / 41.322421°N,0.876228°E | IPA-31216     | Creu de terme (Ulldemolins) · Vegeu més fotos d'aquest monument · Carregueu una nova foto d'aquest monument                                                    |
| Safareig                                                            |              | Obra popular XX     | Ulldemolins Carrer de Jacint Verdaguer, 3                                              | 41° 19′ 23″ N, 0° 52′ 38″ E / 41.32311°N,0.87711°E   | IPA-40091     | Carregueu una nova foto d'aquest monument |
| Lo Molí Nou                                                         |              | Obra popular XIX-XX | Ulldemolins                                                                            | 41° 19′ 17″ N, 0° 50′ 53″ E / 41.32132°N,0.84805°E   | IPA-45330     | Carregueu una nova foto d'aquest monument |
| Molí de l'Espasa                                                    |              | Obra popular XIX-XX | Ulldemolins                                                                            | 41° 19′ 13″ N, 0° 51′ 23″ E / 41.320202°N,0.856378°E | IPA-45332     | Carregueu una nova foto d'aquest monument |

## La Vilella Alta
| Monument                 | Protecció | Estil/època         | Localització                   | Coordenades                                        | Codi?     | Imatge                                    |
| ------------------------ | --------- | ------------------- | ------------------------------ | -------------------------------------------------- | --------- | ----------------------------------------- |
| Església de Santa Llúcia | BCIL 1982 | Barroc XVIII        | La Vilella Alta Pl. de la Vila | 41° 13′ 32″ N, 0° 46′ 49″ E / 41.22547°N,0.78033°E | IPA-11412 | Carregueu una nova foto d'aquest monument |
| Can Vinyes               | BCIL 1982 | Obra popular XVIII  | La Vilella Alta C. Major, 1    | 41° 13′ 31″ N, 0° 46′ 48″ E / 41.22532°N,0.78011°E | IPA-11414 | Carregueu una nova foto d'aquest monument |
| Carrer Major             | BCIL 1982 | Obra popular XV-XIX | La Vilella Alta C. Major       | 41° 13′ 31″ N, 0° 46′ 46″ E / 41.22524°N,0.77951°E | IPA-11415 | Carregueu una nova foto d'aquest monument |
| Forn de calç Solsida     |           | Obra popular XIX-XX | La Vilella Alta                |                                                    | IPA-45287 | Carregueu una nova foto d'aquest monument |

## La Vilella Baixa
| Monument                       | Protecció | Estil/època              | Localització                                                  | Coordenades                                        | Codi?     | Imatge |
| ------------------------------ | --------- | ------------------------ | ------------------------------------------------------------- | -------------------------------------------------- | --------- | --- |
| Carrer que no passa            |           | Gòtic, obra popular XIII | La Vilella Baixa C. que no passa                              | 41° 13′ 13″ N, 0° 45′ 44″ E / 41.22023°N,0.76212°E | IPA-11416 | Carrer que no passa (la Vilella Baixa) · Vegeu més fotos d'aquest monument · Carregueu una nova foto d'aquest monument            |
| Església de Sant Joan Baptista | BCIL 1982 | Barroc XVIII             | La Vilella Baixa Pl. de l'Església                            | 41° 13′ 15″ N, 0° 45′ 42″ E / 41.2208°N,0.76161°E  | IPA-11418 | Església de Sant Joan Baptista (la Vilella Baixa) · Vegeu més fotos d'aquest monument · Carregueu una nova foto d'aquest monument |
| Cal Gabriel                    |           | Obra popular             | La Vilella Baixa C. Major, 33                                 | 41° 13′ 12″ N, 0° 45′ 46″ E / 41.22011°N,0.76271°E | IPA-11419 | Cal Gabriel (la Vilella Baixa) · Vegeu més fotos d'aquest monument · Carregueu una nova foto d'aquest monument                    |
| Cal Juncosa                    |           | Obra popular XX          | La Vilella Baixa C. Sant Joan, 8                              | 41° 13′ 16″ N, 0° 45′ 42″ E / 41.2212°N,0.76167°E  | IPA-11420 | Cal Juncosa (la Vilella Baixa) · Vegeu més fotos d'aquest monument · Carregueu una nova foto d'aquest monument                    |
| Les façanes del riu            |           | Obra popular XIX         | La Vilella Baixa C. Major - c. Sant Joan                      | 41° 13′ 15″ N, 0° 45′ 43″ E / 41.22074°N,0.76197°E | IPA-11421 | Les façanes del riu (la Vilella Baixa) · Vegeu més fotos d'aquest monument · Carregueu una nova foto d'aquest monument            |
| El Molí                        | BCIL 1982 | Historicisme XIX         | La Vilella Baixa Camí de Lloà                                 | 41° 12′ 52″ N, 0° 45′ 37″ E / 41.21442°N,0.7604°E  | IPA-11422 | Carregueu una nova foto d'aquest monument                                                                                         |
| Els Ponts                      | BCIL 1982 | Obra popular XIX         | La Vilella Baixa Sobre el riu Montsant i el riuet d'Escaladei | 41° 13′ 10″ N, 0° 45′ 45″ E / 41.21945°N,0.76244°E | IPA-11424 | Els Ponts (la Vilella Baixa) · Vegeu més fotos d'aquest monument · Carregueu una nova foto d'aquest monument                      |
| Cementiri                      | BCIL 1982 | Obra popular XIX         | La Vilella Baixa Carretera de Cabassers                       | 41° 13′ 23″ N, 0° 45′ 43″ E / 41.22309°N,0.76205°E | IPA-31354 | Carregueu una nova foto d'aquest monument                                                                                         |
| Forn rajoler de les Sors       |           | Obra popular XX          | La Vilella Baixa                                              |                                                    | IPA-45288 | Carregueu una nova foto d'aquest monument                                                                                         |
| Forn rajoler los Planets       |           | Obra popular XX          | La Vilella Baixa                                              |                                                    | IPA-45289 | Carregueu una nova foto d'aquest monument                                                                                         |